# Junín (Buenos Aires)
Junín è una città della provincia di Buenos Aires, in Argentina, capoluogo del partido omonimo. È il principale centro economico e culturale della regione.

## Geografia
Junín è situata sulle rive del fiume Salado del Sur, nel cuore della regione della Pampa umida, a 260 km ad ovest della capitale nazionale Buenos Aires e a 210 km a sud di Rosario.

## Storia
Il 27 settembre 1826 il presidente argentino Bernardino Rivadavia diede l'ordine di fortificare la posizione conosciuta come El Potroso, situata presso la laguna del Carpincho, per prevenire le incursioni delle popolazioni native contro le fattorie e gli allevamenti nelle campagne ad ovest di Buenos Aires. Così, il 27 dicembre 1827, il secondo ufficiale Bernardino Escribano raggiunse la posizione e vi fondò il Fuerte de la Federación (Forte della Federazione). Due anni dopo nel forte scoppiò una rivolta poi prontamente repressa dal colonnello Isidoro Suárez, reduce della guerra d'indipendenza peruviana, dove in particolare si era distinto nella battaglia di Junín. In suo onore il forte fu ribattezzato Junín. Negli anni seguenti il forte e le fattorie circostanti furono abbandonati a causa delle continue incursioni degli indigeni e delle difficili condizioni ambientali. 
Durante il governo di Juan Manuel de Rosas il fortino fu ricostruito, ripopolato e nuovamente chiamato Federación. In epoca rosista il governo di Buenos Aires raggiunse un accordo con il cacicco locale Santiago Yanquelén che garantì nella zona un periodo di pace e stabilità. Dopo la caduta di Rosas il forte, ribattezzato per una seconda volta Junín, visse nuovamente una fase problematica, con continue incursioni degli indigeni ed una conseguente spopolamento. All'inizio degli anni sessanta del XIX secolo l'area tornò relativamente tranquilla e nel 1864 la provincia di Buenos Aires declassificò Junín dello status di forte. L'anno successivo fu infine approvato il piano d'espansione della cittadina.
Con l'arrivo della ferrovia per Mendoza nel 1884 la città crebbe ulteriormente, grazie anche all'arrivo di migliaia di immigrati italiani e spagnoli. Nei decenni successivi, grazie ad un'economia fortemente legata dall'agricoltura e all'allevamento e alla rete ferroviaria, Junín si è trasformato nel più un importante centro commerciale della regione.

## Monumenti e luoghi d'interesse
- Chiesa di Sant'Ignazio di Loyola
- Parco Naturale Laguna de Gómez

## Cultura

### Istruzione

#### Musei
- Museo d'Arte Contemporanea Argentino
- Museo Municipale d'Arte "Ángel María de Rosa"
- Museo Storico
- Museo Legado del Salado

#### Università
- Università Nazionale del Nordovest della Provincia di Buenos Aires, fondata nel 2002.

### Teatro
- Teatro La Ranchería

## Infrastrutture e trasporti
Junín è situata all'intersezione di due importanti arterie stradali, la strada nazionale 7, che unisce Buenos Aires a Mendoza e al Cile, e la strada nazionale 188, che collega il porto fluviale di San Nicolás de los Arroyos con l'interno della provincia bonaerense.

## Sport
La principale società sportiva cittadina è il Club Atlético Sarmiento, la cui squadra di calcio gioca le partite interne nello stadio Eva Perón.